# Martha My Dear
Martha My Dear (englisch für ‚Martha, mein Liebling‘) ist ein Lied der  britischen Band The Beatles, das 1968 auf ihrem neunten Studioalbum The Beatles veröffentlicht wurde. Komponiert wurde es faktisch allein von Paul McCartney, aber unter der Autorenangabe Lennon/McCartney veröffentlicht.

## Hintergrund

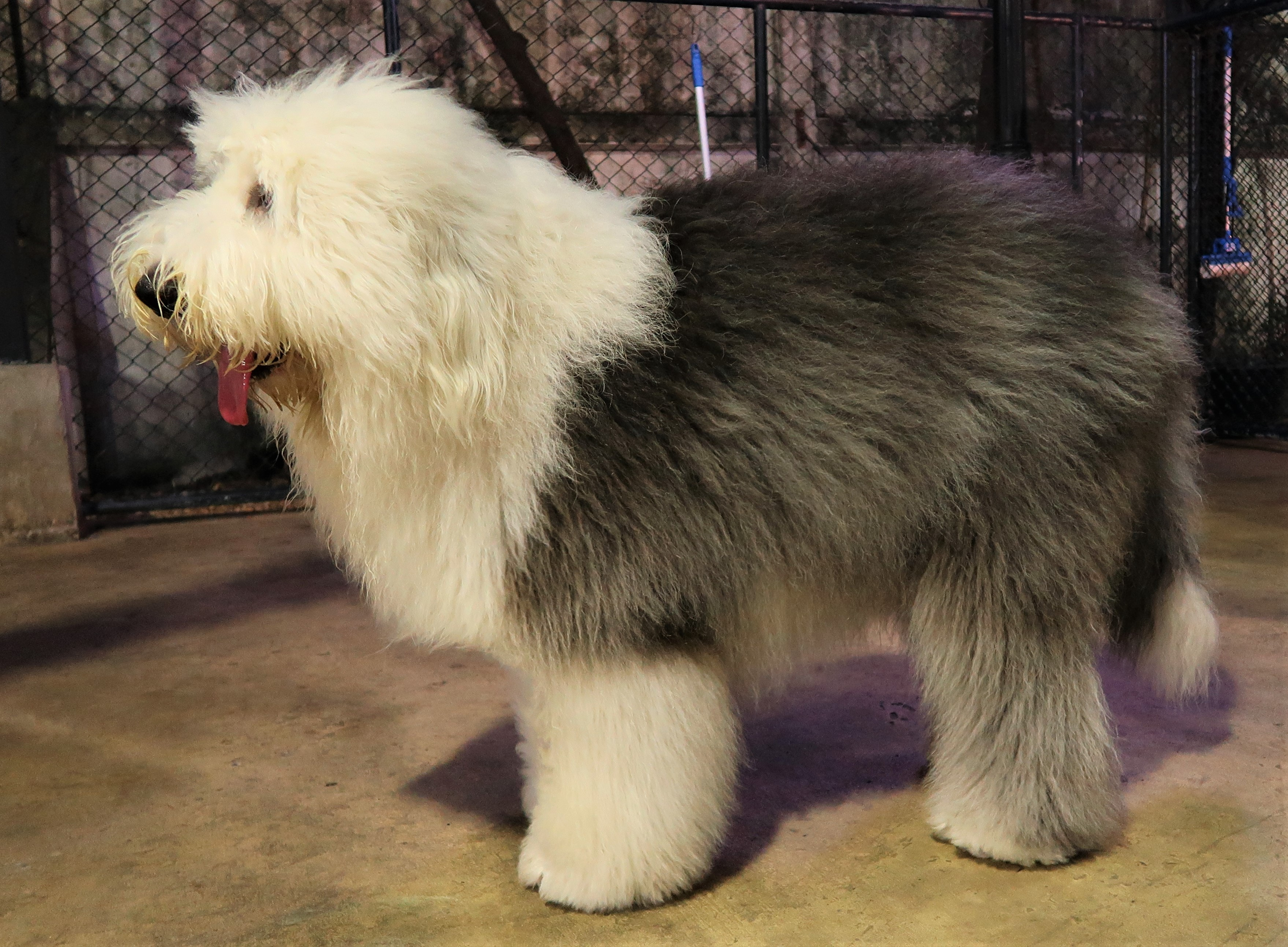
Bobtail (Old English Sheepdog)

Martha My Dear basiert hauptsächlich auf den musikalischen Ideen von Paul McCartney; John Lennon war auch an der Aufnahme nicht beteiligt, wenngleich der Song wie alle, die er oder McCartney für die Beatles schrieben, als Komposition von Lennon/McCartney registriert wurde. Das Lied gehört nicht zu den Esher Demos, die Ende Mai 1968 im Haus von George Harrison aufgenommen wurden, sodass es höchstwahrscheinlich später komponiert worden ist.
McCartney kaufte, auch inspiriert von den seit 1961 von Dulux als Markenmaskottchen in der Fernsehwerbung eingesetzten Hunden, 1965 einen Bobtail in Milton Keynes im Norden Londons, nachdem er ein Haus in der Cavendish Avenue in London erworben hat. Er nannte seine Hündin Martha, die dann als Inspiration für das 1968 veröffentlichte Lied Martha My Dear diente.

## Aufnahme

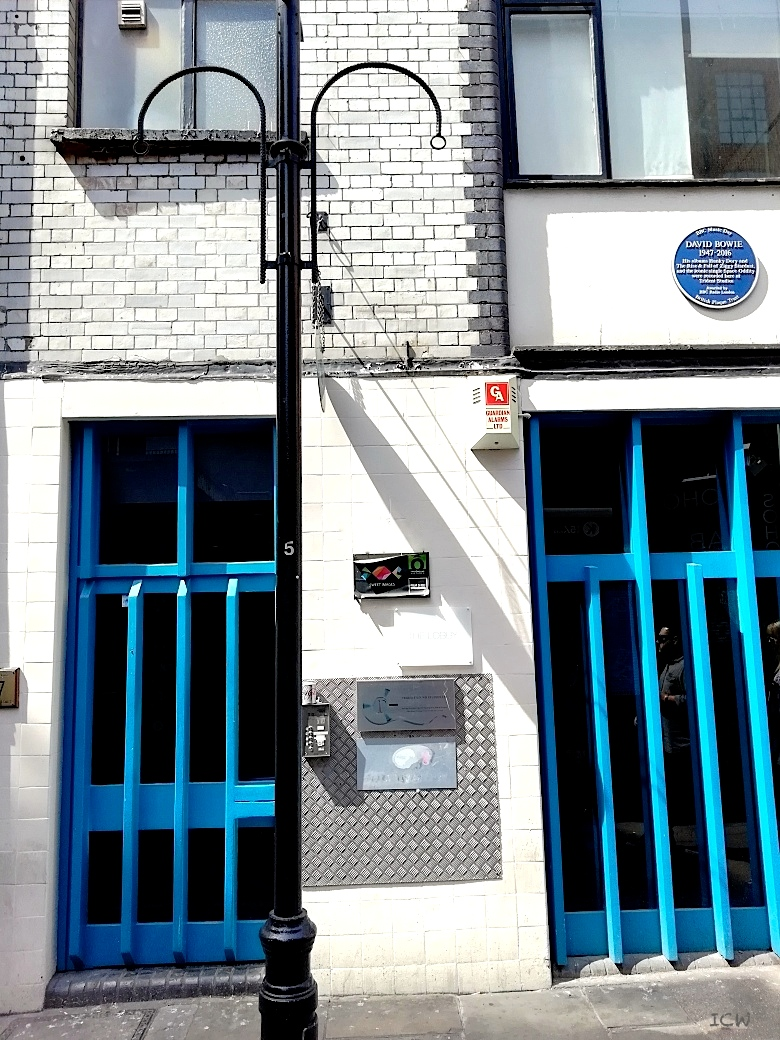
Das ehemalige Trident Studios Gebäude am St. Anne’s Court, Soho (London)

Martha My Dear wurde am 4. Oktober 1968 in den Londoner Trident Studios mit dem Produzenten George Martin aufgenommen. Barry Sheffield war der Toningenieur der Aufnahmen. Die Trident Studios hatten während der Aufnahme im Gegensatz zu den Abbey Road Studios schon Acht-Spur-Tonbandgeräte.
Paul McCartney nahm im Overdubverfahren ohne die übrigen Beatles zunächst einen Take auf, indem er Schlagzeug und Klavier einspielte sowie seinen Gesang aufnahm.
In einer dreistündigen Aufnahmesession zwischen 21 und 24 Uhr spielten 14 Studiomusiker ein von George Martin geschriebenes Streicher- und Bläserarrangement ein. George Harrison fügte sodann noch einen Gitarrenpart hinzu. Anschließend nahm McCartney zwischen Mitternacht und 4:30 Uhr seinen Gesang neu auf und fügte noch Händeklatschen hinzu. Am 5. Oktober beendete Paul McCartney die Arbeiten an Martha My Dear, indem er noch Bass und eine weitere Gitarrenbegleitung einspielte.
Die Mono- und Stereoabmischung erfolgte am 5. Oktober 1968.
Besetzung
- Paul McCartney: Bass, Leadgitarre, Klavier, Händeklatschen, Schlagzeug, Gesang
- George Harrison: Leadgitarre
- Bernard Miller, Dennis McConnell, Lou Sofier, Les Maddox: Geige
- Leo Birnbaum, Henry Myerscough: Bratsche
- Reginald Kilbey, Frederick Alexander: Cello
- Leon Calvert, Stanley Reynolds, Ronnie Hughes: Trompete
- Leon Calvert: Flügelhorn
- Tony Tunstall: Waldhorn
- Ted Barker: Posaune
- Alf Reece: Tuba

## Veröffentlichungen
- Am 22. November 1968 erschien in Deutschland das 13. Beatles-Album The Beatles, auf dem Martha My Dear enthalten ist. In Großbritannien wurde das Album ebenfalls am 22. November veröffentlicht, dort war es das zehnte Beatles-Album.
- In den USA erschien das Album drei Tage später, am 25. November, dort war es das 16. Album der Beatles.
- Am 9. November 2018 erschien die 50-jährige Jubiläumsausgabe des Albums The Beatles (Super Deluxe Box), auf dieser befindet sich eine bisher unveröffentlichte Version (“Without brass and strings”) von Martha My Dear.

## Coverversionen
Folgend eine kleine Auswahl:
- Herb Alpert – Summertime [1]
- Phish – Live Phish [2]
- Madeleine Peyroux – Standing on the Rooftop [3]